# Shaun Tan
Shaun Tan (ur. 1974 we Fremantle) – australijski ilustrator książek, głównie dla dzieci i młodzieży.

## Twórczość
Twórca m.in. albumów The Lost Thing, The Red Tree, The Arrival (polskie wydanie: Przybysz). Książki przetłumaczono na wiele języków, wielokrotnie nagrodzono. Ilustrator między innymi The Rabbits Johna Marsdena, Memorial i The Viewer Gary’ego Crewa (nagroda Crichton Award w dziedzinie ilustracji). Dwukrotny laureat Nagrody World Fantasy dla najlepszego ilustratora, między innymi za Przybysza, uznanego przez The New York Times za najlepszą ilustrowaną książkę 2007 roku, laureat nagrody im. Astrid Lindgren.
Film The Lost Thing Shauna Tana tworzony wspólnie z Andrew Ruhemannem otrzymał Oscara za najlepszy krótkometrażowy film animowany.